# Беннетт, Скай
Скай Беннетт (англ. Skye Bennett; род. 2 мая 1995) — британско-американская актриса, наиболее известная своей ролью Сары в фильме 2008 года «Тёмный этаж» и ролью Марты в мини-сериале «Столпы Земли».

## Личная жизнь
Родилась в Лондоне, в Англии, в семье американских родителей. Незадолго до первого дня рождения её родители перебрались в графство Беркшир. В возрасте четырёх лет начала заниматься фигурным катанием и участвовала в различных соревнованиях, но вскоре решила заняться актёрской карьерой. В 2004—14 годах обучалась в Jackie Palmer Stage School. На проятжении всей своей жизни является вегетарианцем. Имеет спасательную собаку и двух спасательных кошек.

## Карьера

### В кино
В 2006 году в возрасте 11 лет снялась в фильме Стивена Сигала «Человек-тень». Также снялась в таких фильмах как, «Спокойной ночи», «Мальчик А», «Оно живо», «Тёмный этаж» и «Последняя надежда человечества».

### На телевидении
Появилась в роли Мины в экранизации романа Дэвида Алмонда «Скеллинг», выпущенный в 2009 году и удостоившийся наградой «Медаль Карнеги». В дальнейшем она снялась в таких телесериалах и экранизациях как, «Холби Сити» (2007), «Балетные туфельки» и в двух эпизодах в «Торчвуде», где исполнила роль девочки, гадающей на картах «Таро». Также снялась в экранизации романа Кена Фоллета «Столпы Земли», где исполнила роль молодой Марты.

### В театре
В театре Беннетт дебютировала в возрасте 13 лет, когда исполнила роль Нади в постановке Питера Фленнери «Утомлённые солнцем» в Королевском национальном театре в Лондоне, в 2009 году.
Также Беннетт участвовала в постановке «Марка Хаддона» «Белые медведи» в лондонском Donmar Warehouse весной 2010 года.

## Фильмография

### Фильмы
| Год  | Фильм                          | Роль             | Примечания      |
| ---- | ------------------------------ | ---------------- | --------------- |
| 2006 | Тени прошлого                  | Аманда           |                 |
| 2007 | Спокойной ночи                 | Молодая балерина |                 |
| 2007 | Мальчик А                      | Анджела Милтон   |                 |
| 2008 | Тёмный этаж                    | Сара             |                 |
| 2008 | «Оно живо»                     | Николь           |                 |
| 2009 | Последняя надежда человечества | Шарлотта         |                 |
| 2010 | Блич                           | Франческа        | Короткометражка |
| 2014 | Мел                            | Энни             | Короткометражка |
| 2018 | Озеро страха: Наследие         | Элис             |                 |

### Телевидение
| Год  | Название                | Роль            | Примечания        |
| ---- | ----------------------- | --------------- | ----------------- |
| 2006 | Холби Сити              | Хезер Уилсон    |                   |
| 2007 | Балетные туфельки       | Молодая Сильвия |                   |
| 2008 | Торчвуд                 | Девочка         | Два эпизода       |
| 2009 | Скеллинг                | Мина            | Телефильм         |
| 2010 | Сердце всякого человека | Гейл            | Эпизод 1.3        |
| 2010 | Столпы Земли            | Марта Балдер    | Мини-сериал       |
| 2011 | Холби Сити              | Эми Рейнольдс   | 8 эпизод          |
| 2011 | Ужин в пятницу вечером  | Лиза            | 4 сезон; 3 эпизод |
| 2016 | Несчастный случай       | Рэйчел Кирби    |                   |